# Heimbach, Birkenfeld
Heimbach là một đô thị thuộc huyện Birkenfeld, bang Rheinland-Pfalz, Đức. Đô thị này có diện tích 6,78 km².